# भ
Cette page contient des caractères spéciaux ou non latins. S’ils s’affichent mal (▯, ?, etc.), consultez la page d’aide Unicode.
भ, appelé bha et transcrit bh, est une consonne de l’alphasyllabaire devanagari.

## Représentations informatiques
Ses Unicode sont :
| formes | représentations | chaînes de caractères | points de code | descriptions                                     |
| ------ | --------------- | --------------------- | -------------- | ------------------------------------------------ |
| pleine | भ               | भ                     | U+092D         | lettre devanagari bha                            |
| morte  | भ्               | भ◌्                    | U+092D U+094D  | lettre devanagari bha, symbole devanagari virama |